# Volksabstimmungen in der Schweiz 1968
Dieser Artikel bietet eine Übersicht der Volksabstimmungen in der Schweiz im Jahr 1968.
In der Schweiz fanden auf Bundesebene zwei Volksabstimmungen statt, im Rahmen zweier Urnengänge am 18. Februar und 19. Mai. Dabei handelte es sich um ein obligatorisches Referendum und ein fakultatives Referendum.

## Abstimmung am 18. Februar 1968

### Ergebnis
| Nr. | Vorlage                                                                              | Art | Stimm- berechtigte | Abgegebene Stimmen | Beteiligung | Gültige Stimmen | Ja      | Nein    | Ja-Anteil | Nein-Anteil | Stände | Ergebnis |
| --- | ------------------------------------------------------------------------------------ | --- | ------------------ | ------------------ | ----------- | --------------- | ------- | ------- | --------- | ----------- | ------ | -------- |
| 215 | Bundesbeschluss vom 5. Oktober 1967 über den Erlass einer allgemeinen Steueramnestie | OR  | 1'603'768          | 670'402            | 41,79 %     | 648'155         | 400'900 | 247'255 | 61,85 %   | 38,15 %     | 22:0   | ja       |

### Allgemeine Steueramnestie
Unmittelbar nachdem Volk und Stände 1964 eine allgemeine Steueramnestie abgelehnt hatten, thematisierte Ständerat Rudolf Mäder in einer Motion die Hindernisse für rein kantonale Steueramnestien. Bei der Angabe bisher undeklarierter Einkommens- und Vermögensanteile auf kantonaler Ebene bestünde nämlich das Risiko, vom Bund rückwirkend mit Strafsteuern belegt zu werden. Aus diesem Grund müsse der Bund den betroffenen Personen eine sogenannte Anschlussamnestie gewähren. Während der Ständerat diese Lösung bevorzugte, sah der Nationalrat darin eine Benachteiligung der Steuerzahlen in jenen Kantonen, die keine Amnestie durchführen. Er setzte sich mit der Forderung durch, dass der Bundesrat erneut eine allgemeine Steueramnestie vorbereiten müsse. Im Gegensatz zu 1964 erarbeiteten der Bundesrat und beide Räte ein Ausführungsgesetz, sodass die Modalitäten bereits vor der Volksabstimmung bekannt waren. Alle bürgerlichen Parteien und auch die Wirtschaftsverbände befürworteten die Amnestie. Dank ihr könne das Steuersubstrat besser abgeschöpft werden, was angesichts der schlechten Finanzlage ein wichtiges Mittel gegen höhere Steuern sei. Einige SP-Kantonalparteien setzten sich gegen die Amnestie ein, ebenso die PdA. In ihr sahen sie eine nachträgliche Rechtfertigung für frühere Rechtsbrüche, ausserdem könne von einer besonderen finanziellen Notlage keine Rede sein. Über drei Fünftel der Abstimmenden nahmen die Vorlage an, ebenso alle Kantone.

## Abstimmung am 19. Mai 1968

### Ergebnis
| Nr. | Vorlage                                                    | Art | Stimm- berechtigte | Abgegebene Stimmen | Beteiligung | Gültige Stimmen | Ja      | Nein    | Ja-Anteil | Nein-Anteil | Stände | Ergebnis |
| --- | ---------------------------------------------------------- | --- | ------------------ | ------------------ | ----------- | --------------- | ------- | ------- | --------- | ----------- | ------ | -------- |
| 216 | Bundesgesetz vom 5. Oktober 1967 über die Tabakbesteuerung | FR  | 1'606'731          | 593'258            | 36,91 %     | 574'610         | 277'229 | 297'381 | 48,25 %   | 51,75 %     | –      | nein     |

### Tabakbesteuerung
Das Gesetz über die Alters- und Hinterlassenenversicherung (AHV) regelte die Besteuerung von Tabak und dessen Zweckbestimmung zugunsten des AHV-Fonds. Allerdings schrieb der 1960 ratifizierte EFTA-Vertrag vor, dass Importwaren nicht stärker besteuert dürfen als einheimische Produkte. Deshalb beantragte der Bundesrat Anfang 1967 beim Parlament eine ertragsneutrale fiskalische Gleichstellung. Ausserdem schlug er als Ersatz für den wegfallenden Zollschutz neue Subventionen zugunsten des einheimischen Tabakanbaus vor. Während der Nationalrat den Preisschutz dauerhaft weiterführen wollte, setzte der Ständerat eine Frist von fünf Jahren durch. Nachdem beide Parlamentskammern das Gesetz angenommen hatten, ergriff das Detailhandelsunternehmen Denner erfolgreich das Referendum, wobei er vom LdU Unterstützung erhielt. Beide wollten ein Zeichen gegen den von ihnen als verfassungswidrig bezeichneten Preisschutz setzen, da er eine rein private Vereinbarung sei. Falle dieser weg, könne rasch ein entsprechend angepasstes Gesetz verabschiedet werden. Zu den Befürwortern gehörten die bürgerlichen Regierungsparteien und mehrere bedeutende Verbände. Das Gesetz sei notwendig und dürfe nicht wegen des Preisschutzes geopfert werden, da dieser das Überleben vieler kleiner Läden sichere. Bei einer niedrigen Beteiligung wurde das revidierte Gesetz knapp abgelehnt.